# Olivier Wang-Genh

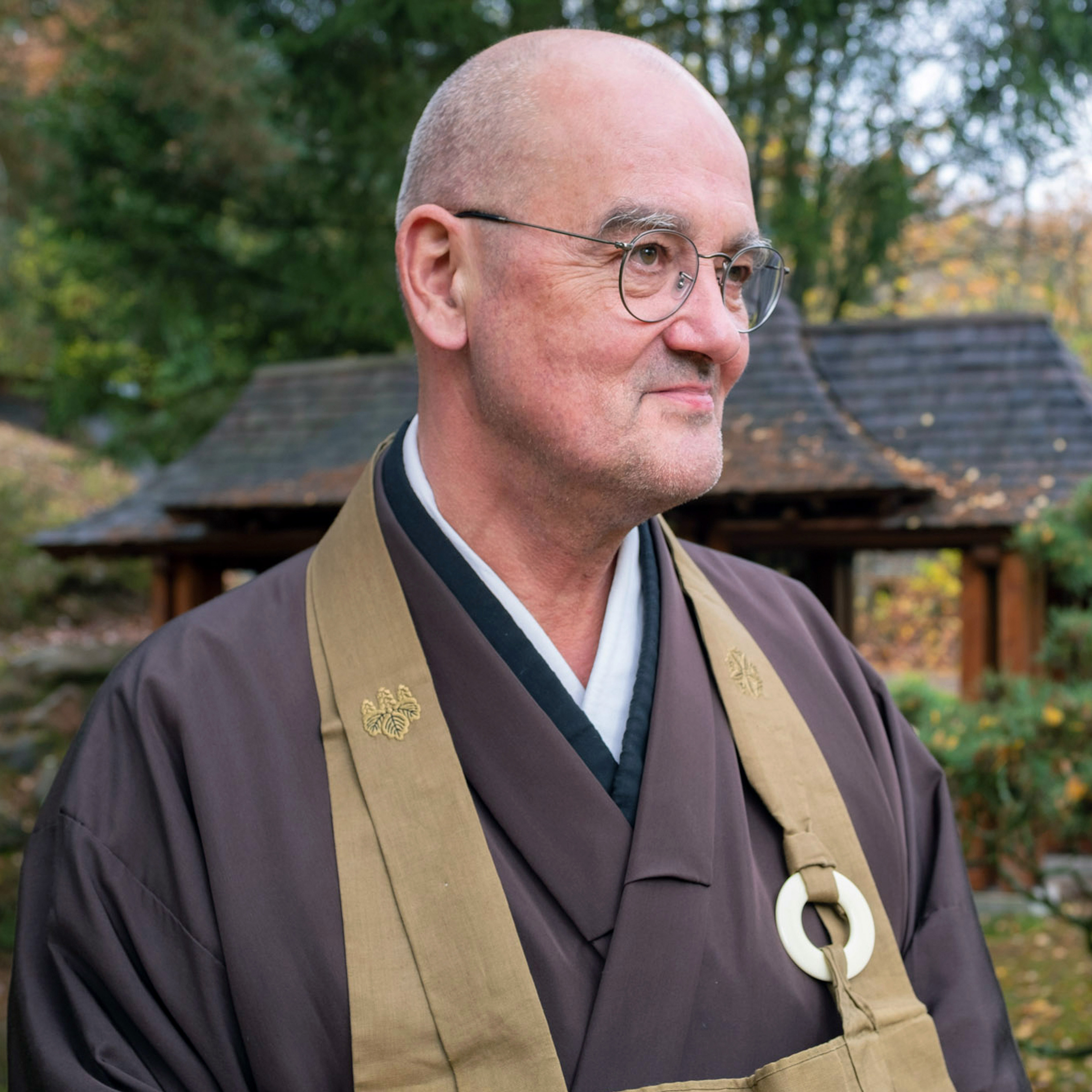
Meister Olivier Wang-Genh

Olivier Reigen Wang-Genh (霊験/靈驗 effizient), geboren am 17. April 1955 in Molsheim (Elsass), ist ein Meister, Mönch und Lehrer der Sōtō-Zen-Schule. Seit 1973 praktiziert er Zen und wurde 1977 von Meister Taisen Deshimaru ordiniert. Er gründete 1999 den Zen-Tempel Kosan Ryumon Ji in Weiterswiller (Elsass) und war mehrmals Präsident der buddhistischen Union Frankreichs (Union bouddhiste de France). Wang-Genh ist auch Vorsitzender der Communauté Bouddhiste d’Alsace und engagiert sich in der Internationalen Zen-Vereinigung AZI.

## Biographie
Olivier Reigen Wang-Genh begann 1973 mit der Zen-Praxis und wurde 1977 von Meister Taisen Deshimaru zum Mönch ordiniert, dessen Lehren er bis zu seinem Tod 1982 folgte. Er erhielt 2001 die Dharma-Übertragung von seinem japanischen Meister Dosho Saikawa und wurde 2004 Mönch-Missionar (Kyōshi) der Sōtō-Schule.
Von 1974 bis 1982 war er an der Entwicklung des Straßburger Dōjōs beteiligt und übernahm 1986 dessen Leitung. Ab 1987 gründete er mit Hilfe seiner deutschen und französischen Sangha Dōjōs in Baden-Württemberg, Frankreich (Elsass) und der Schweiz (Basel). Er gründete 1999 den Zen-Tempel Kosan Ryūmon Ji (japanisch 古山龍門寺, „Alt-Berg-Drachentor-Tempel“) in Weiterswiller im nördlichen Elsass und wurde 2010 offiziell zum Abt ernannt.
Von 2007 bis Mai 2012 und von 2019 bis 2020  war er Präsident der Union bouddhiste de France (UBF; Buddhistischen Union Frankreichs). Als solcher vertrat er die Buddhisten bei der Conférence des Responsables de Culte en France (CRCF; Konferenz der Leiter der Religionsgemeinschaften in Frankreich). Von 2013 bis 2015 war er Vizepräsident und seit 2020 ist er stellvertretender Vorsitzender der UBF.
Er ist auch Vorsitzender der Communauté Bouddhiste d’Alsace (CBA, Gemeinschaft der Buddhisten im Elsass), die 2006 in enger Zusammenarbeit mit den verschiedenen buddhistischen Schulen im Elsass gegründet wurde: tibetisch, laotisch, vietnamesisch und Zen.
Olivier Wang-Genh ist einer der Verantwortlichen und Lehrer der Association Zen Internationale.

## Tempel-Galerie Kosan Ryūmonji

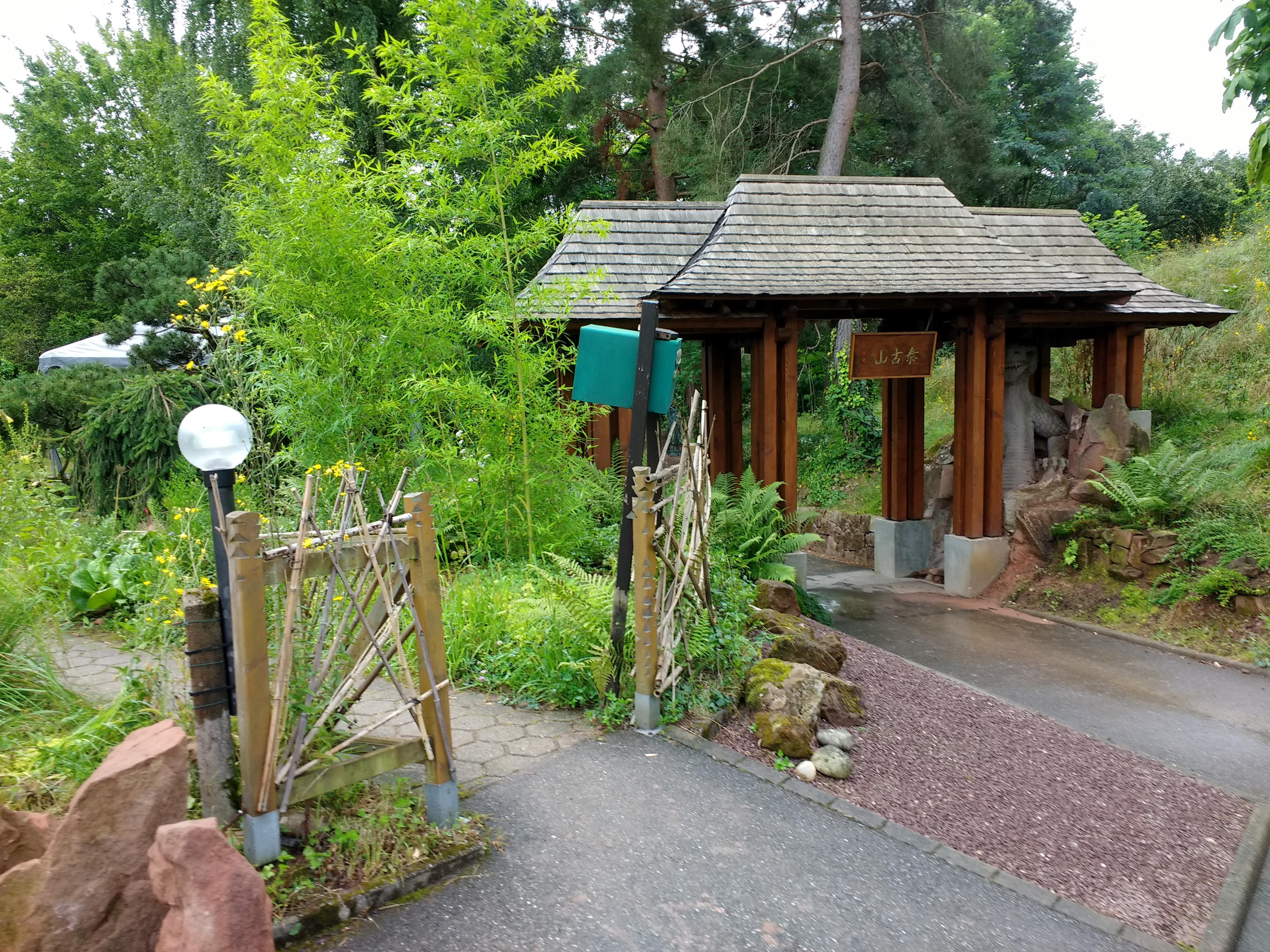
Tempeleingang
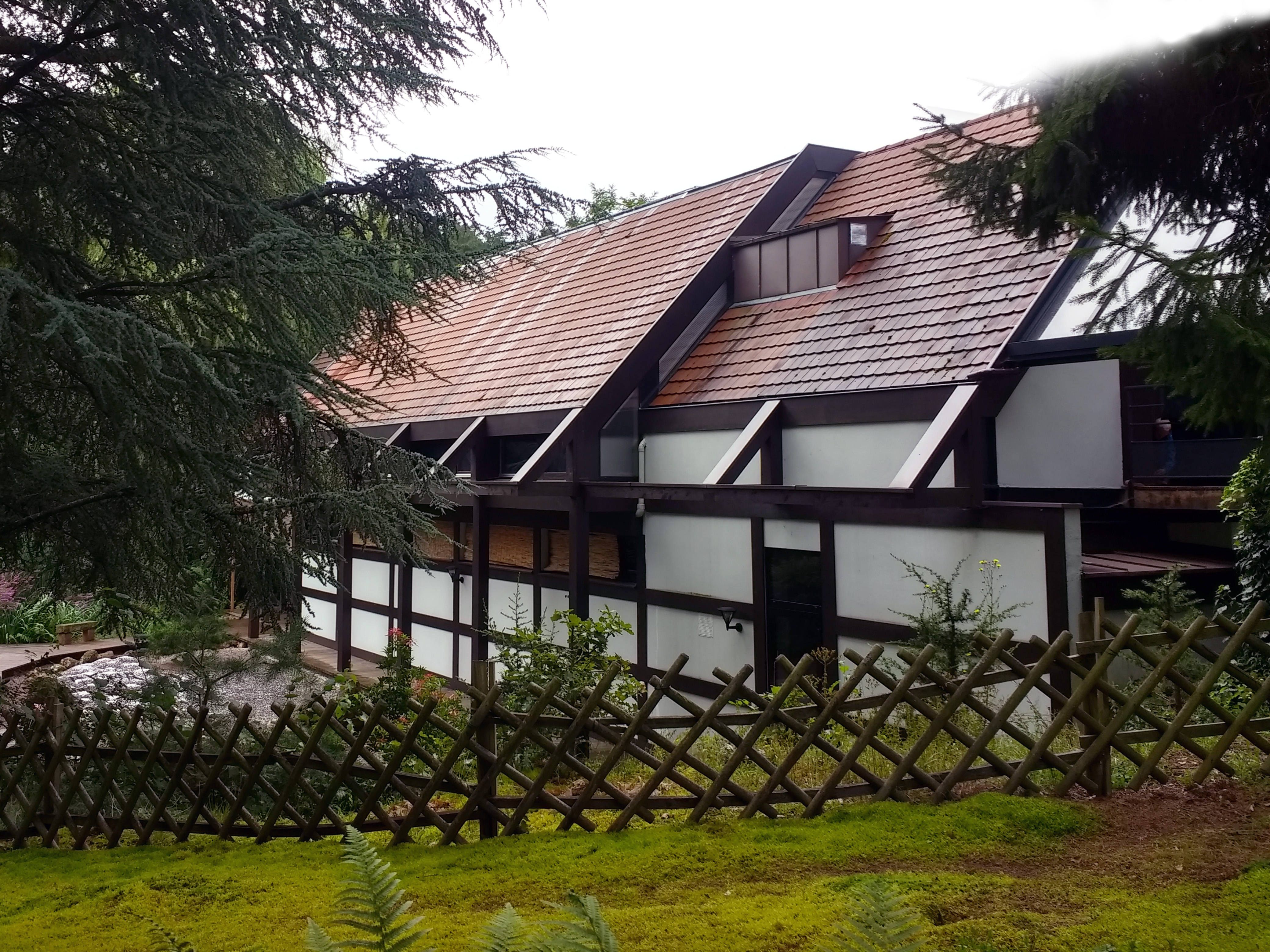
Schlafräume und Dōjō
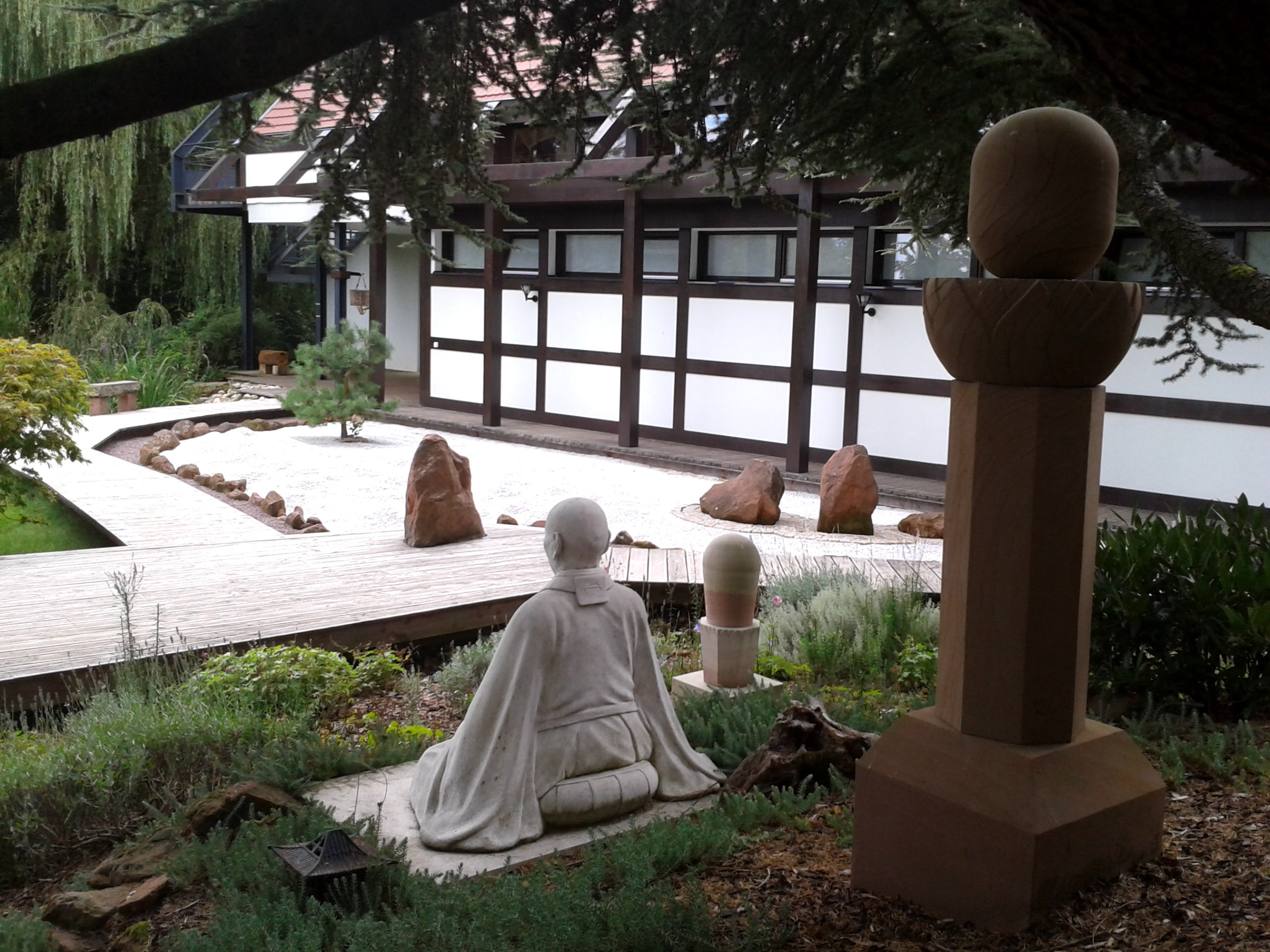
Zengarten
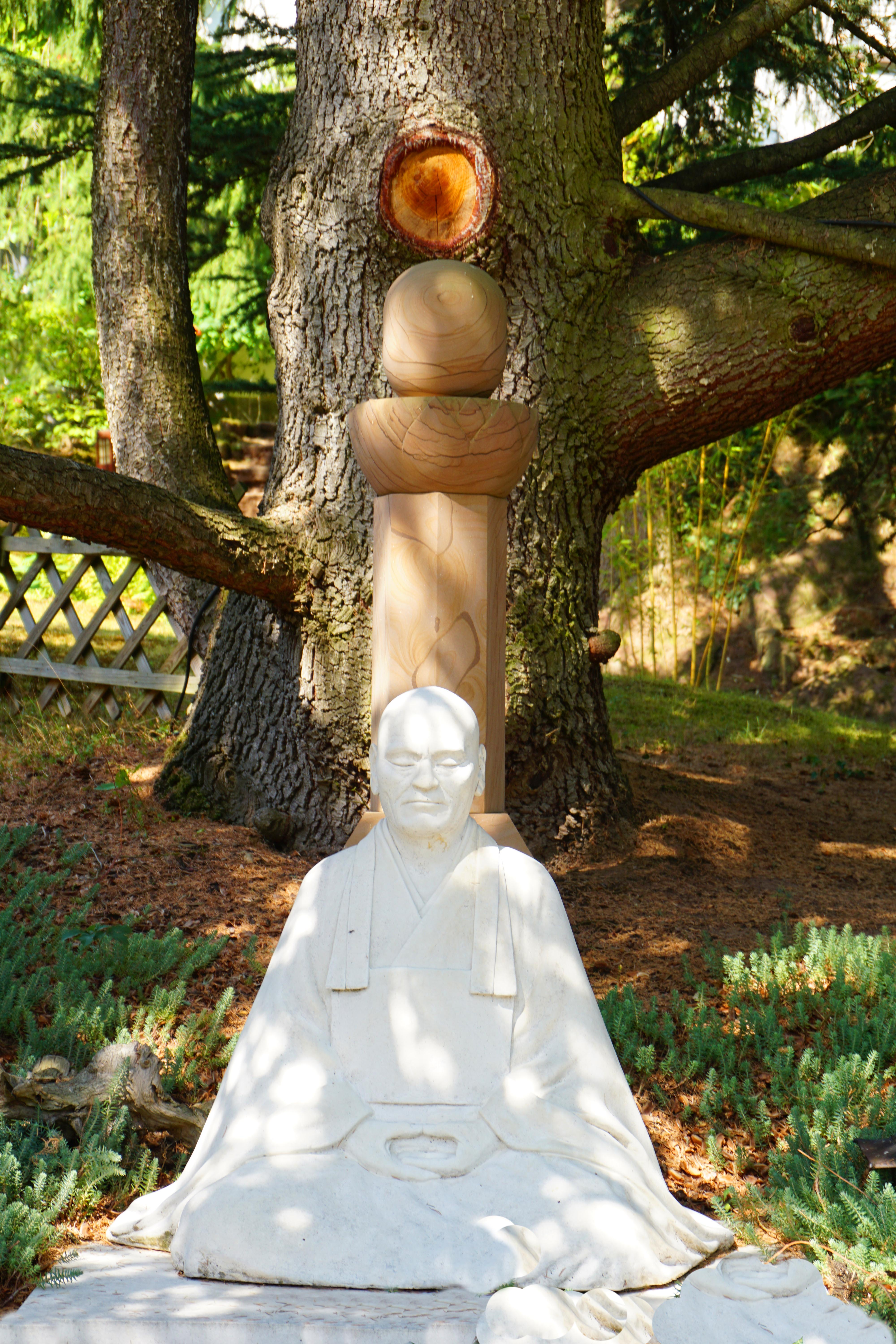
Skulptur von Meister Taisen Deshimaru im Zengarten

## Werke
- Shushôgi, Kommentare und Unterweisungen, Ed. Temple Ryumon Ji, 2006. (ISBN 2-9526505-1-9)
- Ist es noch weit bis zum Erwachen? Zen-Buddhismus leben und erfahren, Kristkeitz, 2021; (ISBN 978-3-948378-13-4)
- Die sechs Paramita, Ed. Temple Ryumon Ji 2021 (ISBN 978-2-493093-01-1)